# 1643
1643 (MDCXLIII) fue un año común comenzado en jueves, según el calendario gregoriano.

## Acontecimientos
- 25 de febrero: en la actual Nueva Jersey (a 11 km al oeste de la isla de Manhattan), 127 soldados neerlandeses de la colonia Nieuw Nederland atacan una aldea indígena durante la Guerra Wappinger, matan a 120 habitantes (hombres, mujeres y principalmente niños) y los decapitan. Luego utilizan las cabezas para jugar a la pelota.
- 14 de mayo: a los cuatro años de edad, Luis XIV es proclamado rey de Francia y de Navarra tras la muerte de su padre, el rey Luis XIII.[1]
- 19 de mayo: en el marco de la Guerra de los Treinta Años, Francia derrota a España en la batalla de Rocroi.
- 3 de septiembre: en el marco de la Guerra de los Treinta Años, ocurre la Batalla de Cartagena.
- 10 de octubre: Miyamoto Musashi comienza a escribir El libro de los cinco anillos.
- 30 de octubre: (18/9/20 en el calendario Kan): en Chokai (Japón) se registra un terremoto.

- Álvaro de Ocio y Ocampo funda la actual ciudad de Dolores Hidalgo, cuna de la Independencia de México.
- Evangelista Torricelli realiza el experimento que demuestra la existencia de la presión atmosférica, inventando el barómetro.[1]
- El rey de Francia contrata al genealogista francés Pierre D’Hozier (1592-1660) para verificar las afirmaciones de nobleza de las páginas y los escuderos de la casa del rey.

## Nacimientos

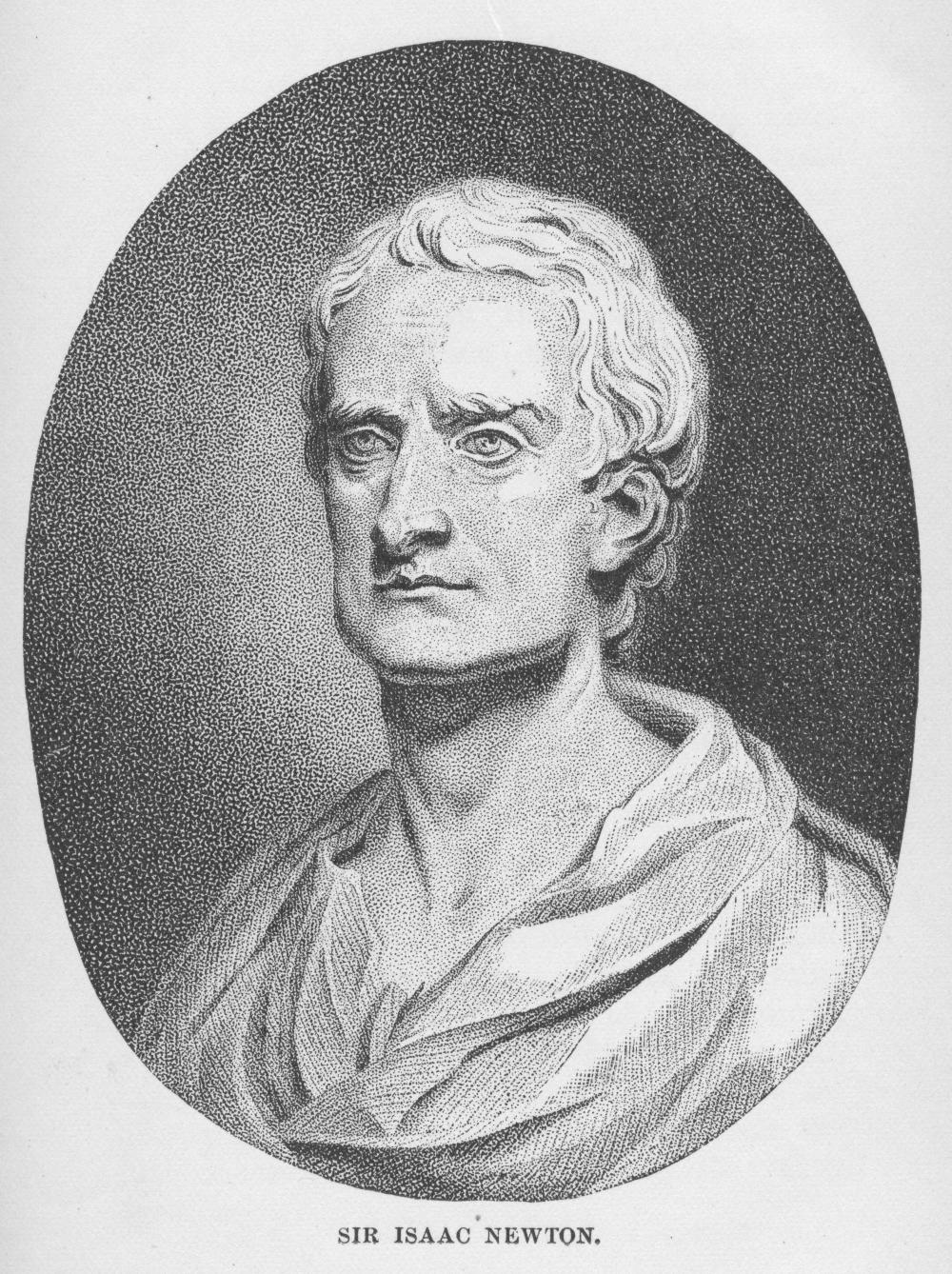
Isaac Newton

- 4 de enero: Isaac Newton, científico, físico, filósofo, alquimista y matemático inglés (falleció 1727)
- 25 de febrero: Ahmed II, sultán otomano entre 1691 y 1695 (f. 1695)
- 23 de marzo: María de Jesús de León y Delgado, religiosa y mística española (f. 1731).
- 18 de julio: François Duquesnoy, escultor flamenco (n. 1597).
- 29 de julio: Enrique III de Borbón-Condé, noble francés (f. 1709)
- 21 de agosto: Alfonso VI, "el Victorioso", rey portugués entre 1656 y 1675 (f. 1683)
- 22 de noviembre: René Robert Cavelier de La Salle, explorador francés (f. 1687)
- Juan de Alfaro y Gámez, pintor español.
- Felipe de Lorena: Aristócrata francés, amante favorito de Felipe de Orleans. (f. 1702)
- Marc-Antoine Charpentier, compositor del barroco francés.

## Fallecimientos
- 3 de marzo: Sigismondo Coccapani, pintor italiano (n. 1583).
- 4 de abril: Simón Episcopius, teólogo neerlandés (n. 1583).
- 14 de mayo: Luis XIII, rey francés (n. 1601).
- 12 de julio: François Duquesnoy, escultor valón establecido en Roma (n. 1597).
- 20 de julio: Francesco Gonzaga (49), militar italiano (f. 1593) al servicio de España contra Carlos Manuel I de Saboya.
- 9 de septiembre: Girolamo Frescobaldi, músico italiano (n. 1583).
- 29 de noviembre: Claudio Monteverdi, músico italiano (n. 1567).
- Adriano Banchieri, compositor, organista, teórico y poeta italiano (n. 1568).
- Hung Taiji, aristócrata chino (n. 1592), primer emperador de la dinastía Qing.
- Leonardo Jaramillo, pintor barroco español (n. 1590).